# Aragón Radio 2.com
Aragón Radio 2.com fue la segunda emisora gestionada por  Radio Autonómica de Aragón S.A., ente englobado dentro de la Corporación Aragonesa de Radio y Televisión (CARTV). Fue presentada en sociedad el 27 de mayo de 2008 como un proyecto de comunicación multiplataforma pionero en España, habilitando su señal solamente a través de la red y Televisión Digital Terrestre (TDT).
Pese a dedicarse en exclusiva al género musical (tanto en español como en otros idiomas), la emisora contaba también con boletines informativos elaborados por los Servicios Informativos de Aragón Radio. Con esta segunda vía de emisión la Corporación Aragonesa de Radio y Televisión pretendió así cubrir el segmento más joven de la población.